# Этчин, Бэлла Арсеньевна
Бэлла Арсеньевна Этчин (1922—1985) — советский архитектор. Заслуженный архитектор РСФСР (1980). Жена архитектора Б. С. Мезенцева.

## Биография

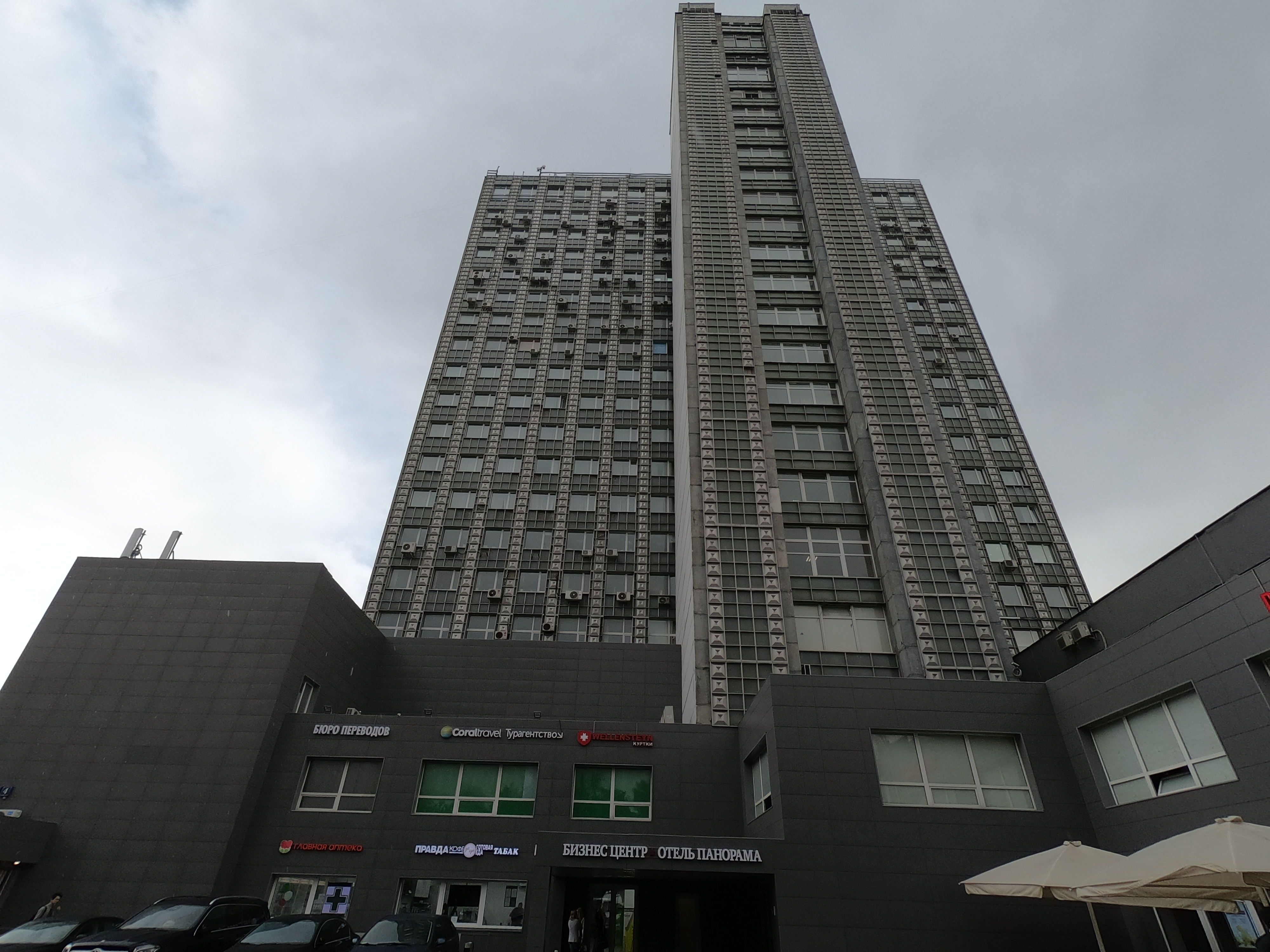
Инженерный корпус завода «Динамо»

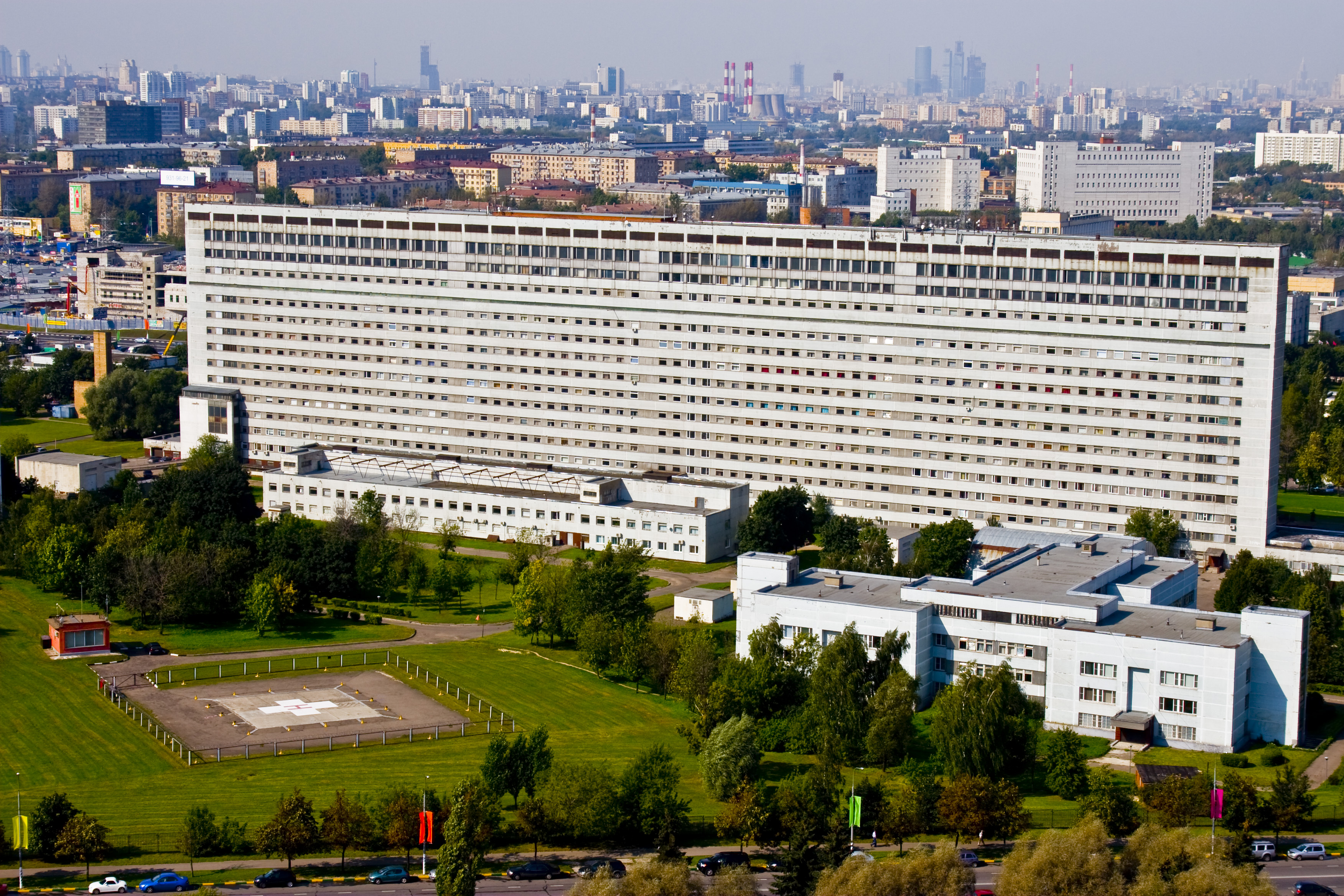
Городская клиническая больница
имени С. С. Юдина

Могила Б. С. Мезенцева и Б. А. Этчин

Бэлла Этчин родилась в 1922 году в семье инженера-строителя Арсения Аркадьевича Этчина и его жены Ольги. Арсений Аркадьевич был репрессирован в 1937 году. Он стал прототипом начальника лагерного конструкторского бюро Морица из романа Анастасии Цветаевой «Amor».
В 1939 году Бэлла Этчин поступила в Московский архитектурный институт (МАРХИ). После начала Великой Отечественной войны была направлена на Урал на строительство оборонного завода, где проработала в должности прораба около двух лет. Вернувшись в Москву, продолжила обучение в МАРХИ. Среди преподавателей Б. А. Этчин были Ю. Н. Емельянов и Б. С. Мезенцев, ставший впоследствии её мужем. Училась на кафедре жилых и общественных зданий. Написала диплом на тему «Библиотека в Севастополе».
Окончив в МАРХИ в 1947 году, первые годы работала в Управлении строительства Дворца Советов. Её руководителем был Е. Н. Стамо, а консультантом и наставником — Б. М. Иофан. Затем работала в Гипрогоре. Вместе со своими бывшими учителями Ю. Н. Емельяновым и Б. С. Мезенцевым занималась проектированием здания Всесоюзного института сельскохозяйственного машиностроения.
С 1952 года Б. А. Этчин работала в Моспроекте. Руководителем её мастерской вначале был М. И. Синявский, которого позднее сменил П. П. Зиновьев. Её мастерская № 11 Моспроекта-1 занималась застройкой Пролетарского и Красногвардейского районов. Б. А. Этчин занимала должность руководителя бригады архитекторов. Вместе с Р. П. Алдониной придумала для ряда улиц района Ленино-Дачное названия, связанные с Кавказом.
Б. А. Этчин занималась внедрением в строительство нового материала — пеносиликальцита. Руководимая ей бригада разработала проект экспериментального 9-этажного жилого дома со стенами из крупных ленточных силикальцитных блоков. Также был разработан проект 12-этажного жилого дома на каркасе, с ограждающими конструкциями из кирпича. Этот дом, имевший в плане размер 20×20 м, предназначался для строительства на затеснённых участках.
В 1971 году главный архитектор Москвы М. В. Посохин из уважения к памяти умершего годом ранее Б. С. Мезенцева предложил его вдове Б. А. Этчин возглавить мастерскую № 15 Моспроекта-2. Она стала первой женщиной-руководителем архитектурной мастерской в истории ГлавАПУ города Москвы. В качестве руководителя мастерской Б. А. Этчин отвечала, в частности, за застройку восточной части улицы Димитрова (Большая Якиманка), Новокузнецкой улицы, набережных Горького (Космодамианской), Озерковской, Овчинниковской и части территории Ждановского района. Позднее мастерская Б. А. Этчин стала носить номер 12.
В начале 1980-х годов под руководством Б. А. Этчин выполнялось ТЭО на застройку острова между Большим Устьинским и Большим Москворецким мостами. Разрабатывались проекты зданий управляющего оперативно-вычислительного центра Мосэнерго и оперативно-диспетчерского центра МКС Мосэнерго на улице Осипенко (Садовнической), районного пункта управления теплосети Мосэнерго на улице Бахрушина, третьей очереди Дома радио на улице Землячки (Большой Татарской) и АТС на Большой Ордынке. В тот же период руководила разработкой архитектурно-строительного раздела проекта реконструкции стройэнергокомплекса завода «Динамо».
В 1970-х — 1980-х годах работала над планировкой и застройкой города Улан-Батора. Сначала под её руководством был застроен 5-й микрорайон столицы Монголии, а затем велась застройка 3-го и 4-го микрорайонов. В 3-м и 4-м микрорайоне, размещавшихся на наклонном плато над главной улицей города — улицей Мира — предполагалось возвести 500 тысяч м² жилой площади. Б. А. Этчин руководила корректировкой проекта детальной планировки, разработкой технического проекта застройки и рабочих чертежей. Это были преимущественно крупнопанельные типовые жилые дома, а также множество индивидуальных объектов торгового и культурно-бытового назначения. Проектировщикам приходилось учитывать сложный рельеф местности и высокую сейсмическую опасность. Б. А. Этчин принимала непосредственное участие в проектировании и строительстве Центра научно-технической информации ГКНТ МНР, библиотеки на улице Сталина и других зданий Улан-Батора.
Большое внимание Б. А. Этчин уделяла декоративному оформлению зданий. Так вместе с московскими художниками было выполнено мозаичное панно больницы на Каширском шоссе, а вместе с монгольскими художниками — оформление интерьеров ЦНТИ и библиотеки.
Б. А. Этчин состояла в КПСС. Неоднократно избиралась членом парткома Моспроекта-1 и ГлавАПУ, а позднее — членом партбюро Моспроекта-2. Избиралась членом правления Союза архитекторов СССР. Разрабатывала вопросы авторского права.
Увлекалась живописью, писала стихи.
В 1940-х годах жила в Москве по адресу: Садово-Самотёчная улица, дом 11, квартира 10. Умерла в 1985 году. Похоронена рядом с мужем на Новодевичьем кладбище (участок № 7).
Умерла в 1985 году после продолжительной болезни.

## Основные работы
- 5—9-этажные дома из силикальцита в кварталах № 3, 5, 7, 9, 11 в Нагатине (за строительство 9-этажного жилого дома в 5-м квартале Б. А. Этчин была удостоена премии Госстроя СССР)[3]
- Жилые дома на базе серии МГ-600 в Нагатине[3]
- Жилой дом с магазином «Татьяна» (улица Лобанова, дом 1/2)[3]
- Инженерный комплекс завода «Динамо» (улица Мастеркова, дом 4)[3]
- Здание НИИТавтопрома (проспект Андропова, дом 22)[3]
- Городская клиническая больница имени С. С. Юдина (бывшая больница № 7, Коломенский проезд, дом 4)[3][17]

## Награды и звания
- Заслуженный архитектор РСФСР (1980)[18]
- Орден Трудового Красного Знамени (1976)[19]
- Орден «Знак Почёта»[3]
- Медаль «За трудовую доблесть»[3]
- Медаль «В ознаменование 100-летия со дня рождения Владимира Ильича Ленина»[10]

## Семья
- Первый муж — Немцев Александр Николаевич (развелись в 1946 году)[15]
- Второй муж — Мезенцев Борис Сергеевич (1911—1970) — архитектор[20]